# Монтеветолини (Пистоја)
Монтеветолини је насеље у Италији у округу Пистоја, региону Тоскана.
Према процени из 2011. у насељу је живело 186 становника. Насеље се налази на надморској висини од 181 м.